# Svea Rike II
Svea Rike II är ett turordningsbaserat datorstrategispel från 1998.

## Handling
Spelet inleds 1471 under slaget vid Brunkeberg.

### Fotnoter
1. ↑  ”Svea Rike II 2”. Svensk mediedatabas. 26 februari 1998. http://smdb.kb.se/catalog/id/001437910. Läst 1 maj 2014.
2. ↑  ”Dataprogram som lär ut med nöje”. Arkiverad från originalet den 25 februari 2012. https://web.archive.org/web/20120225052639/http://user.tninet.se/~yxk189f/sotext.html. Läst 1 maj 2014.